# Liniendornwels
Der Liniendornwels (Platydoras armatulus) gehört zur Familie der Dornwelse (Doradidae) aus der Ordnung der Welsartigen (Siluriformes). Wie alle Dornwelse ist auch der Liniendornwels in Südamerika heimisch, sein Verbreitungsgebiet umfasst das Stromgebiet des Orinoko, Teile des Amazonasbeckens, vor allem der obere und mittlere Amazonas (Rio Solimões) und der Rio Madeira, sowie das Stromgebiet des Río Paraguay. Dort lebt der Liniendornwels auf dem Boden schwach fließender Seitenarme der Flüsse und versteckt sich tagsüber im Sand oder Schlamm. 

## Beschreibung
Die Fische werden bis zu 30 cm lang und über 30 Jahre alt (aktuell ist ein 34 Jahre altes Exemplar bekannt). Sie zeichnen sich durch ihre schöne Färbung und durch ihre Dornen und Stacheln aus. Die Stacheln verhaken sich sehr leicht in Netzen und die Fische sind fähig ein Gift zu produzieren, das auch für den Menschen gefährlich werden kann. Deswegen sollte er niemals mit der Hand oder einem Kescher gefangen werden, sondern mit einem Glas. Der Liniendornwels ist sogar imstande, ein Sekret abzusondern, das für Beifische tödlich sein kann. Die Geschlechter kann man äußerlich nur schwer unterscheiden und somit ist auch die Nachzucht bis jetzt nur selten geglückt. Einzige Erfolge gab es, als man eine Gruppe von Fischen in mit Hormonen versetztes Wasser gab.
- Flossenformel: Dorsale I/6, Anale 11, Pectorale I/8, Ventrale 7.

## Lebensweise
Die Liniendornwelse graben sich gerne in den weichen Untergrund ein und verbringen den größten Teil ihres Lebens eher versteckt. Sie sind nachtaktiv und recht scheu, was ihn im Aquarium zu einem selten gesehenen Fisch macht. Bei der Vergesellschaftung ist zu beachten, dass kleine Fische (Guppys, Neons,...) gerne nachts mit Futter verwechselt werden. Stress führt teilweise zur Absonderung eines Sekretes, welches auf andere Fische tödlich wirken kann. In freier Wildbahn finden sich oft Gruppen von 5 bis 15 Tieren zusammen, dies bietet sich auch bei der Aquarienhaltung an.

## Aquaristik
Die Ersteinführung nach Deutschland war 1964. Es sollten viele Verstecke angeboten werden, vornehmlich aus Wurzeln, Steinen und Tonröhren. Eine dichtere Bepflanzung im hinteren Beckenbereich und ein Bodengrund aus Sand fördern natürliches Verhalten. Aufgrund seiner Nachtaktivität sollte auch nach dem Löschen der Beleuchtung gefüttert werden, da tagsüber nicht genügend für die Tiere übrigbleibt. Eigentlich ist der Liniendornwels ein Allesfresser (Omnivore), der Futtertabletten, Algen, Flockenfutter, Sticks, aber auch Jungfische oder Insektenlarven nicht verschmäht.